# Vladimirka

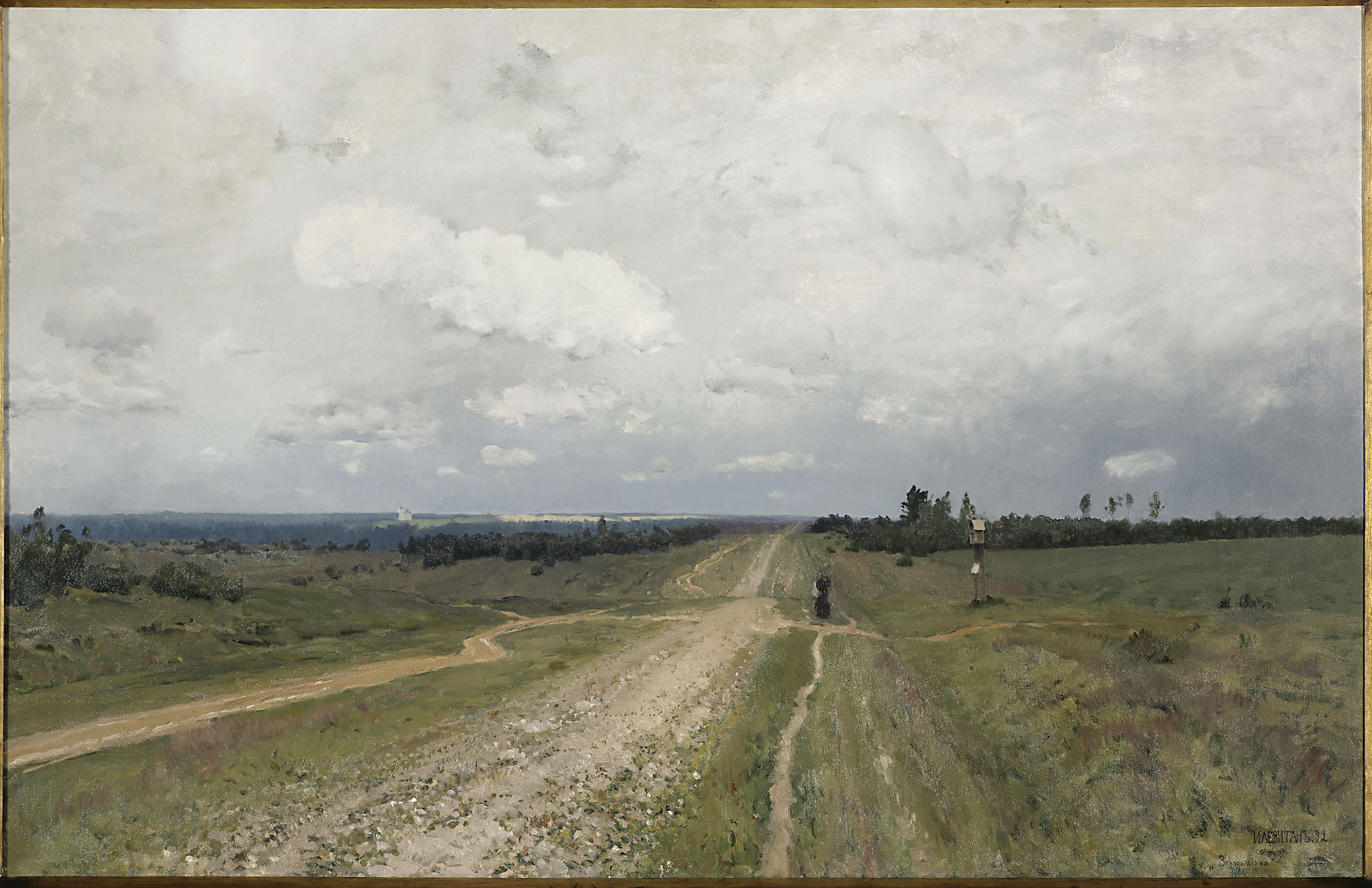
Vladimirka, par Isaac Levitan (1892).

La Route de Vladimir (en russe : Владимирский тракт), connue sous le nom de Vladimirka (Владимирка), est une route qui conduit de Moscou à Vladimir. Sa longueur est d'environ 190 kilomètres.

## Historique
La route est mentionnée dans des documents depuis le Moyen Âge. Elle reliait alors la capitale politique de la Moscovie au siège ancestral des grands ducs de Vladimir-Souzdal. C'est cette route qu'empruntaient les marchands de Moscou qui se rendaient  à la foire Makariev. À l'occasion du transfert de l'icône Théotokos de Vladimir de Vladimir à Moscou, en 1395, un chroniqueur russe évoque la route comme « la plus grande des routes ».
La route de Vladimir, rénovée au milieu du XVIIIe siècle, devint la section occidentale de la grande route de Sibérie reliant la Sibérie à l'Europe. Il y avait le long de la route un certain nombre de relais de poste avec des réserves d'eau potable et des chevaux. Il était ainsi possible de se rendre de Moscou à Vladimir en moins de vingt-quatre heures.

### La route du bagne
La Vladimirka vit aussi passer les convois des déportés enchaînés, qui marchaient depuis Moscou jusqu'au katorga sibérien. C'est à cette fonction pénale que la route doit de figurer dans les œuvres d'Alexandre Herzen, Nikolaï Nekrasov et Fiodor Dostoïevski, par exemple Crime et Châtiment. La Vladimirka est représentée par un tableau célèbre d'Isaac Levitan peint en 1892. Expulsé lui-même de Moscou à cette époque, Levitan fut marqué par cette expérience, ce qui explique sans doute la force du message symbolique qu'exprime cette œuvre. Les couleurs sont ternes, le ciel nuageux est entièrement gris, le paysage est plat, hormis quelques arbres et une église en arrière-plan, la route paraît sans fin et aucune figure humaine n'est visible.
Dans l'imagerie populaire, la Vladimirka était la route la plus sinistre de Russie. Au premier relais de la route, nommé Gorenki, les familles pouvaient apercevoir une dernière fois les déportés, que souvent elles ne reverraient jamais plus. Après la révolution russe de 1917, les bolcheviks renommèrent la section de Moscou de la route Chossé Entouziastov ou « route (chaussée) des Enthousiastes ».

## Le chemin dans la peinture russe
Le chemin est l'un des thèmes les plus populaires de la fin du XIXe siècle dans la peinture en Russie. Les espaces immenses entre les villes et même les villages, les problèmes rencontrés pendant les rudes hivers, la marche longue et pénible, ce sont autant d'éléments pour créer des récits de voyages lointains sur les routes. L'âme russe est écrasée par l'immensité des champs, des neiges. Le thème du chemin est riche de sens, il évoque des sentiments contradictoires : la solitude et l'espoir, la fatigue et l'entrain, le début et la fin. C'est aussi une métaphore du dépassement de soi, du perfectionnement moral de l'homme. Pour la Vladimirka cela peut être le chemin de l'exil vers le bagne et dans la solitude, ou le chemin sur lequel l'homme est contraint de répondre seul du sens de son existence. Arkhip Kouïndji, Mikhaïl Klodt, sont d'autres peintres russes qui ont souvent illustré le chemin en peinture à la fin du XXe siècle.

## Époque contemporaine
Modernisée à l'époque soviétique, la route était connue sous le nom de « route de la Volga ». Aujourd'hui, au-delà de la MKAD, le périphérique de Moscou, la Vladimirka se confond avec l'autoroute M7.

## Source
- (en) Cet article est partiellement ou en totalité issu de l’article de Wikipédia en anglais intitulé « Vladimir Highway » (voir la liste des auteurs).